# 济南站北站
济南站北站（建设时工程名为宝华街站）是济南轨道交通2号线的地铁车站，位于中华人民共和国山东省济南市天桥区宝华街道堤口路与通普街交叉口地下，2021年3月26日投入运营。
本站开通运营时，英文名称因汉语拼音和英文混用（JINAN RAILWAY STATION BEI）引发争议，之后调整为“JINAN RAILWAY STATION NORTH”。

## 车站构造
济南站北站为地下两层的13米岛式车站。站点南侧建地下通道与济南站北广场相连，通道里安装人行自动步道，但截至2022年2月济南站北广场尚未启用，旅客无法直接抵达火车站，需换乘公交绕至济南站南出入口进站乘车，同时列车广播也会提醒乘客去济泺路站换乘公交。

## 出入口
| 編號     | 指示                                 | 照片 |
| -------- | ------------------------------------ | ---- |
| 出口 · B | 堤口路与无影山东路交叉口以北20米路西 |      |
| 出口 · C | 通普街与堤口路交叉口东南角           |      |
| 出口 · D | 通普街与堤口路交叉口西南角           |      |
| 出口 · E | 堤口路与通普街交叉口西侧60米路南     |      |

2022年1月29日，C出入口正式开放。

### 临近地点

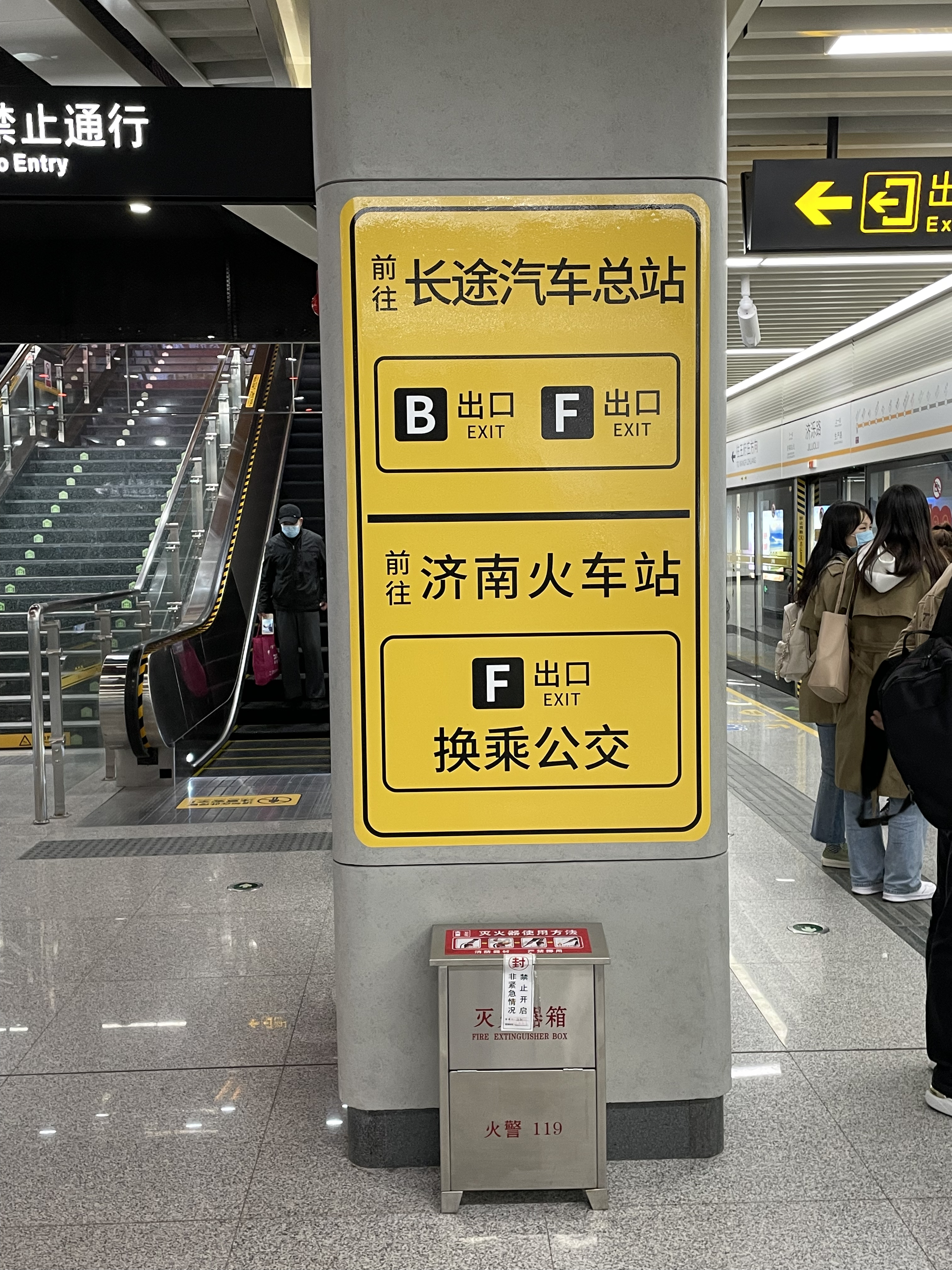
由于本站暂时不能直达济南站，目前广播会引导旅客前往济泺路站换乘公交

- 济南站（目前无法直达）
- 济南长途客运中心